# 15818 DeVeny
15818 DeVeny (1994 RO7) là một tiểu hành tinh vành đai chính được phát hiện ngày 12 tháng 9 năm 1994 bởi Spacewatch ở Kitt Peak.